# Brett Blizzard
Brett Alan Blizzard (Tallahassee, 12 giugno 1980) è un ex cestista statunitense naturalizzato italiano.
191 cm di altezza per 91 kg di peso, ricopriva il ruolo di guardia.

## Carriera
Dopo aver frequentato la Florida High School, si iscrive con successo all'Università di North Carolina Wilmington (nell'ultimo dei suoi quattro anni mette a segno 21,1 punti a partita con 3,6 assist) per poi essere scelto nel draft USBL 2003 dagli Oklahoma Storm.
Nel 2003 gioca nella CBA per i Wilmington Wave Rockers ma molto presto viene ingaggiato dalla Montepaschi Siena che lo gira in prestito in Lega2 alla Sicc Jesi dove conquista una storica promozione in serie A il 28 maggio 2004 sconfiggendo al PalaMalaguti in gara-3 la favorita Virtus Bologna (per Brett 18 punti, 5 recuperi e 6 assist).
L'anno dopo è alla Vertical Vision Cantù dove raggiunge i quarti di finale, eliminato dalla Armani Jeans Milano. Per Brett ci sono 9 punti in 19 minuti medi di utilizzo.
La stagione 2005-06 vede Blizzard di scena a Reggio Emilia, dove è splendido protagonista dell'ottima annata bianco-rossa; in 21 partite giocate, Brett realizza 12 punti e 2 assist di media.
Nel 2006-07 viene ingaggiato dalla Virtus Bologna, dove ricopre un ruolo fondamentale per il terzo posto finale della regular season, per la conquista della finale della coppa Italia e della final four di FIBA Cup. Blizzard segna 11,3 punti a partita con il 44% da tre punti e 2,5 assist.
Dotato di un preciso tiro dall'arco dei 6,25 e di una eccellente capacità di tiro in uscita dai blocchi, Blizzard è in grado di ricoprire due ruoli e ha nella difesa uno dei suoi punti di forza. È diventato ben presto uno dei beniamini del pubblico bianco-nero anche grazie alla sua voglia di vincere e all'atteggiamento sempre determinato che mette sul parquet.
Il 26 aprile 2009 conquista con la Virtus l'EuroChallenge contribuendo alla vittoria sullo Cholet Basket.

## Palmarès

### Squadra
- EuroChallenge: 1

Virtus Bologna: 2008-09

### Individuale
- All-American Honorable Mention: 2002
- NCAA AP All-America Honorable Mention: 2003
- Legadue: 2004